# 이오니코스 FC
이오니코스 FC(그리스어: ΠΑΕ Ιωνικός)는 그리스 아티키주 니카이아를 연고로 하는 그리스의 프로 축구단으로 종합 스포츠 클럽인 A.C. 이오니코스 니카이아 1965 산하의 축구 클럽이다.
이오니코스는 1989년부터 2007년까지는 1993-94 시즌을 제외하고 모두 그리스 1부 리그인 수페르리가 엘라다에 있었으며 UEFA 컵에 진출하기도 했다. 이후 당시 2, 3, 4부 리그였던 베타 에스니키, 감마 에스니키, 델타 에스니키에 참가하다가 2019-20 시즌에 3부 리그인 풋볼 리그에서 2위로 승격하고 곧바로 2020-21 시즌에 수페르리가 2를 우승하며 수페르리가로 복귀했다.

## 선수 명단

### 현역
참고: FIFA 자격 규정에 따라 소속된 국가대표팀 국기를 표시합니다. 선수는 복수의 FIFA 비회원국 국적을 가지고 있을 수 있습니다.
| 번호 | 포지션 | 국적     | 이름                    |
| ---- | ------ | -------- | ----------------------- |
| 4    | DF     |          | 콘스탄티노스 치리고티스 |
| 26   | DF     | 포르투갈 | 우구 수사               |
| 44   | DF     | 이스라엘 | 오르 자하비             |

| 번호 | 포지션 | 국적 | 이름 |
| ---- | ------ | ---- | ---- |

## 역대 감독
| 감독                | 임기        |
| ------------------- | ----------- |
| 올레흐 블로힌       | 1994 ~ 1997 |
| 세르히오 마르카리안 | 1998 ~ 1999 |
| 올레흐 블로힌       | 1999 ~ 2002 |

틀:이오니코스 FC
틀:이오니코스 FC 감독